# Конвой №4107
Конвой № 4107 — японський конвой часів Другої світової війни, проведення якого відбувалось у січні 1944-го.
Вихідним пунктом конвою був атол Трук у центральній частині Каролінських островів, де ще до війни створили потужну базу японського ВМФ, з якої до лютого 1944-го провадились операції в цілому ряді архіпелагів. Пунктом призначення став розташований у Токійській затоці порт Йокосука, що під час війни був обраний як базовий для логістики Труку.
До складу конвою увійшли транспорти «Чійо-Мару», «Кайко-Мару», «Фукуяма-Мару» та «Сумійосі-Мару» (Sumiyoshi Maru), тоді як охорону забезпечували мисливець за підводними човнами CH-28, переобладнані мисливці за підводними човнами «Шонан-Мару № 3» та «Шонан-Мару № 11» і переобладнаний патрульний корабель «Кенкай-Мару».
Загін вийшов у море 7 січня 1944-го. 11 січня конвой прибув на Сайпан (Маріанські острови), де провів кілька діб, при цьому 14 січня CH-28 рушив назад на Трук з конвоєм № 3231B.
17 січня конвой № 4107 відновив рух. У підсумку йому вдалось успішно подолати райони поблизу островів Огасавара та біля східного узбережжя Японського архіпелагу, де традиційно діяли американські підводні човни, і 26 січня він без втрат досягнув Йокосуки.